# Pielgrzymi
Pielgrzymi (ang. Pilgrim Fathers: 'ojcowie pielgrzymi') – pasażerowie statku Mayflower, którzy 21 listopada 1620 roku przybyli do Nowej Anglii i osiedlili się, zakładając pierwszą angielską kolonię na terenie stanu Massachusetts i jedną z pierwszych na terenie obecnych Stanów Zjednoczonych, w miejscu dzisiejszego Plymouth. Z ogólnej liczby 102 osób, niecałych 40 należało do religijnych radykałów, purytan, jednak to oni nadali współczesny wizerunek całej grupie. Nazwa „pielgrzymi” pojawiła się dopiero w XIX w., wcześniej tę grupę ludzi określano jako „Old Comers” ('starzy przybysze'). Posiadanie wśród przodków osadnika z Mayflower jest dzisiaj uważane w Stanach Zjednoczonych za powód do chluby, przy czym spośród 35 milionów potomków, bo na tyle szacuje się tę liczbę, w Stanach Zjednoczonych mieszka ich obecnie ok. 10 mln.
Większość kościołów założonych przez pierwszych purytan w XVIII wieku zaczęła ewoluować w kierunku łagodnego kalwinizmu. Ostatecznie w 1825 roku część parafii przeszła oficjalnie na pozycje unitariańskie – te kościoły są dziś skupione w Unitarian Universalist Association. Kościoły, które pozostały przy kalwinizmie, zjednoczyły się w 1957 roku, by utworzyć Zjednoczony Kościół Chrystusa, obecnie jeden z najbardziej liberalnych kościołów protestanckich na świecie.